# Axel Wachtmeister (1827–1899)
Axel Fredrik Wachtmeister (i riksdagen kallad Wachtmeister af Johannishus i Vanås), född 5 november 1827 på Vanås i Gryts socken, Kristianstads län, död 15 augusti 1899 i Allerum, Malmöhus län, var en svensk greve, överstekammarherre och riksdagsman. 

## Biografi
Wachtmeister var son till Carl Axel Wachtmeister (1795–1865) och Beata Sofia Wrangel af Sauss (1807–1884). Wachtmeister innehade Vanås fideikommiss och ägde Kulla Gunnarstorp samt Strömsbergs bruk och var ledamot av första kammaren 1866-75.
Wachtmeister var gift med Elisabeth von Platen och far till Henning Wachtmeister.

## Utmärkelser

### Svenska utmärkelser
- Konung Oscar II:s jubileumsminnestecken, 1897.[5]
- Kommendör med stora korset av Nordstjärneorden, 21 januari 1891.[5]
- Kommendör av Nordstjärneorden, 6 juni 1882.[5]
- Riddare av Nordstjärneorden, 14 maj 1873.[5]
- Kommendör med stora korset av Vasaorden, 21 januari 1897.[5]
- Kommendör av första klass av Vasaorden, 21 januari 1878.[5]

### Utländska utmärkelser
- Storkorset av Badiska Zähringer Löwenorden, 6 juni 1889.[5]
- Kommendör av Badiska Zähringer Löwenorden, 1882.[5]
- Kommendör av första graden av Danska Dannebrogorden, 22 juli 1881.[5]
- Storkorset av Portugisiska Kristusorden, 1883.[5]